# Археографічна комісія ВУАН
Археографі́чна комі́сія Акаде́мії нау́к УРСР — наукова установа, створена 1919 для керівництва виданням документальних публікацій з історії України.
Історія діяльності Археографічної комісії може бути умовно поділена на три періоди: 
1-й період - 1918/19 - 1923 рр. - утворення та організаційне оформлення Археографічної комісії як загальноукраїнської спеціальної археографічної наукової інституції. Протягом цього часу завершився процес організаційного утворення АК, закладено підвалини подальшого поглиблення археографічної праці; 
2-й період - 1924 - 1930/31 рр. - розгортання археографічної праці в різних напрямках, впровадження методик, які б забезпечували науковий рівень видань Археографічної комісії, реалізація накреслених планів, успіхи едиційної практики; 
3-й період - 1931 - 1934 рр. - всебічна реорганізація діяльності Археографічної комісії; нові видавничі плани; руйнування історичних установ старої організаційної структури ВУАН, ліквідація Археографічної комісії. Археографічні праці, видані в цей період, були підготовлені здебільшого у попередні роки. 
1921 до Археографічної комісії була приєднана Тимчасова комісія для розбору стародавніх актів у Києві.
Археографічна комісія видала «Український археографічний збірник» (т. 1—З, К., 1926—30), «Український архів» (т. 1—4, К., 1929—31), ряд праць і публікацій з історії України, укр. літератури, фольклору, етнографії.
Археографічна комісія підготувала ряд цінних публікацій з історії України 17—18 ст. Деякі її видання, що відносяться до того часу, коли на діяльності Археографічної комісії позначився вплив М. Грушевського
1936 Археографічну комісію Академії наук УРСР реорганізовано у відділ археографії Інституту історії АН УРСР.